# 12817 Федеріка
12817 Федеріка  (12817 Federica) — астероїд головного поясу, відкритий 22 березня 1996 року.
Тіссеранів параметр щодо Юпітера — 3,230.